# On the Run (Pink Floyd-dal)
Az On the Run a harmadik dala a brit progresszív rock együttes, a Pink Floyd 1973-as The Dark Side of the Moon című albumának. Ez egy instrumentális dal, ami az utazás feszültségeivel foglalkozik (Wright szerint ezek halálfélelemmé válnak), és amelyet egy VCS3-as szintetizátorral készítettek. 
Amikor az együttes ezt a dalt játszotta a koncerteken, egy repülőgép modell repült át a terem egyik végéből a másikba, belecsapódott a falba és egy látványos robbanással felrobbant. Egy hasonló effektet használtak az A Momentary Lapse of Reason című album turnéján, ahol egy repülő ágyat láthatott a közönség.

## Kompozíció
Ezt a darabot úgy készítették, hogy egy tizenhatod hangjegy érték 8 hangjegyét sorba rendezték az EMS VCS3 segítségével, majd ezt egy generátor segítségével felgyorsították, így felemelték a hangot és a sebességét. Az együttes ekkor hozzá adta a gitáros részeket, valamint balról jobbra végighúztak egy mikrofont egy gitár fedőlapján. Vannak a dalban más szintetizátoros részek is. Egy másik szintetizátor segítségével olyan hangot adtak ki közben, mint amikor elhalad előttünk egy nagy sebességű jármű, előidéztek ezzel egy doppler effektet. 
A nyolc hangjegyet (E, G, A, G egy oktávval a középső C-től lejjebb, D, középső C, D, E, a középső C oktávon) 166-os tempóval játszották és helyenként felfelé módosították. 
A végéhez közeledve hallunk egy robbanást, ami fokozatosan halkul el, miközben a zene átmegy a következő szám, a Time bevezetésébe, az órák hangjaival.

## Hangok
A 27. másodperctől egy női hangot hallunk egy repülőtéri hangosbemondóból. A szövege egy részét nem lehet hallani, mert közben egy helikopter hangja kúszik be a zenébe. A bemondó a felszállt gépek úticéljait mondja be, valamint hogy mindenki vegye a kezébe a repülőjegyét és az útlevelét.
A második perc előtt pár másodperccel az együttes egyik régi vágású roadjának a hangját halljuk. "Roger the Hat" a következőt mondja:
"Live for today, gone tomorrow. That's me", majd nevet egyet.
"Élj a mának, majd meghalsz holnap. Ez vagyok én"".
A nevetés a különböző kiadásokban más-más hangerővel hallható.

## Érdekességek
- A Chicago Bulls, az amerikai NBA egyik kosárlabdacsapata ezt a dalt használja a látogató csapatok játékosainak bemutatásakor.

## Alternatív és koncertverziók
- A Delicate Sound of Thunder filmen hallható a dal, míg CD változaton nem szerepel.
- Az On the Run hallható a 2011-es Experience és Immersion kiadványban (Why Pink Floyd? kampány) levő koncertlemezen (1974-es felvétel) és hallható/látható a P•U•L•S•E koncert lemezen és DVD-n is. A DVD-n láthatjuk, amikor a szám végén a koncert terem egyik végéből a másikba repül egy modell repülőgép, majd egy robbanással eltűnik a szemünk elől.
- Roger Waters The Dark Side of the Moon turnéján az On the Run hosszabb, mint korábban, s belekevertek egy új effektet, egy nagyon hangos vonatkattogást, amitől még feszültebb lett a dal.